# Дечев, Данаил
Данаил Дечев (болг. Данаил Дечев Недев; 20 марта 1891, Разград, Болгария / тогда — Османская империя — 5 августа 1962, София, Народная Республика Болгария); болгарский живописец-пейзажист, жанрист, мастер натюрмортной живописи. Болгарскому искусству живописи с едва развитой к 20-м—30-м годам XX века школой пейзажа Дечев дал расширенное понятие о об этом жанре, разработав тип глубокой панорамной композиции. Его пейзажи одушевлены царящим в них мажорным настроением. Он использовал метод моделирования пейзажного пространства свободной, энергичной, живой «лепкой»; по мере продвижения от начальной стадии к завершению, — качественным усложнением вибрирующей красочной массы.

## Творчество
Среди искусствоведов принято деление творчества Дечева на два этапа:
- ранний, драматичный и лирический, с использованием резких контрастов цвета, и
- поздний, (с 40-х годов) — когда в его полотнах преобладает умиротворённо-прозрачное состояние духа; они исполнены утончённой воздушности за счёт более светлого колорита и прозрачности теней.

При этом, на протяжении всего творческого пути, живопись Дечева отмечена обаянием безупречного вкуса, что сближает лучшие из его пейзажей с работами таких представителей Парижской школы, как Утрилло и Вламинк.

## Биография
Данаил Дечев родился 20 марта 1891 года в Разграде (Болгария). В 7 лет остался без отца. В юности не получил систематического художественного образования. Закончил по настоянию брата Промышленное текстильное училище Архивная копия от 18 февраля 2019 на Wayback Machine (болг.) в Сливене.
Участвовал в Первой мировой войне. Работал в Пловдивской таможне. В 1921 году впервые предложил свою картину на выставку Общества южно-болгарских художников; и был принят членом в Общество. С 1919 по 1939 год жил в Плевене. В 1939 году переехал в Софию, но в городе надолго не оставался, путешествуя по стране в поисках подходящих сюжетов для картин. В пейзажах Данаила Дечева зритель видит богатство и силу воздействия природы Болгарии: Родопы, Стара-Планина, Фракию, побережье Чёрного моря.
Первая персональная выставка Данаила Дечева прошла в 1933 году в Софии. В 1958 году состоялась его юбилейная выставка. С 1 января 1962 года художник был ограничен в движении вследствие паралича. Он умер 5 августа 1962 года в Софии.
Дечев входит в число немногих болгарских художников, снискавших успех на Венецианской биеннале (1946 и 1948). Также он участвовал в международной выставке в Дели (1960), выставках в Париже, Багдаде, Анкаре, Афинах, Стокгольме.
При жизни художника состоялось более 30 его персональных выставок в Болгарии и за её пределами: в Варшаве, Берлине, Будапеште, Праге.

## Признание
В 1952 году Данаил Дечев удостоен звания «Заслуженный художник». Был награждён орденом «Георги Димитров», орденом «Кирилл и Мефодий» и «орденом Народной Республики Болгария» І степени. Звания «Народный художник» Дечев был удостоен в 1969 году, посмертно.
В Софии в честь художника названа выходящая на Южен парк (болг.) улица Данаил Дечев.

## Изображения в сети
- 4 живописные работы в Городской художественной галерее «Борис Георгиев», Варна:
  - Горное селение
  - Городской парк
  - Город в горах
  - Вспаханная земля весной
- «Цыгане в лесу». Масло 48 × 60 см.